# فرودگاه اسکولکس فیلد
فرودگاه اسکولکس فیلد (شوسواسپ)) (به انگلیسی: Shuswap (Skwlax Field) Aerodrome) یک فرودگاه خصوصی است که یک باند فرود چمن دارد و طول باند آن ۹۸۷ متر است. این فرودگاه در کشور کانادا قرار دارد و در ارتفاع ۳۵۷ متری از سطح دریا واقع شده است.